# Terina
Terina (grec antic: Τερίνα, però també Τέρεινα) era una ciutat a l'oest de la costa de la península del Bruti, situada al golf de Santa Eufèmia, a la riba d'un riu no identificat anomenat Ocinarus. Actualment es troba dins del territori del municipi de Lamezia Terme.
Era de fundació grega i colònia de Crotona segons els Iambes al Rei Nicomedes i Esteve de Bizanci, però no se sap en quin moment es va fundar ni cap circumstància de la seva fundació. La tradició la fa el lloc d'enterrament de la sirena Ligea, una tradició que segurament significava que la ciutat estava construïda sobre un lloc més antic. La seva història és molt poc coneguda però se sap que va estar en guerra contra Túrios en època de Cleàndrides d'Esparta. Els brucis la van conquerir poc després del 356 aC, i segons Diodor de Sicília va ser la primera ciutat grega que va caure a les seves mans. Devia ser cap a l'any 356 aC, quan els brucis van començar a ser importants. Alexandre I de l'Epir la va reconquerir el 327 aC segons Titus Livi, però no gaire després els brucis la van recuperar a la mort d'Alexandre. Durant la Segona Guerra Púnica es va declarar a favor d'Aníbal i quan el cartaginès va haver d'abandonar el Bruti la va destruir l'any 203 aC, diu Estrabó. Encara que va subsistir com a ciutat ja no es va recuperar i era una petita ciutat sense importància en temps d'Estrabó i Plini el Vell.
És probable que la ciutat estigués situada al lloc on posteriorment hi va haver Santa Eufèmia que va ser destruïda per un terratrèmol el 1638 i que va donar el seu nom al Golf que abans es deia Sinus Terinaeus. La moderna Santa Eufèmia es va reconstruir a uns 3 km de l'antiga. La ciutat de Terina va emetre monedes de plata de certa bellesa amb una figura femenina anomenada la Victòria, probablement una representació de la sirena Ligea.